# Yalda, Syria
Yalda (tiếng Ả Rập: يلدا, cũng đánh vần Yelda) là một thị trấn ở miền nam Syria, hành chính một phần của Rif Dimashq, nằm ở ngoại ô phía nam của Damascus về phía tây của trại Yarmouk. Các địa phương gần đó bao gồm al-Hajar al-Aswad, Jaramana, Sayyidah Zaynab, al-Sabinah và Babbila. Theo Cục Thống kê Trung ương Syria, Yalda có dân số 28.384 trong cuộc điều tra dân số năm 2004. Thị trấn cũng nằm trong Babbila nahiyah bao gồm 13 thị trấn và làng với dân số kết hợp 341.625.

## Lịch sử
Thị trấn có những tàn tích cổ xưa bao gồm nền móng bằng đá đẽo và cột bazan của Corinthian.
Yalda được nhà địa lý người Syria Yaqut al-Hamawi đến thăm vào đầu thế kỷ 13, dưới thời cai trị của Ayyubid. Ông lưu ý rằng nó là "một ngôi làng nằm khoảng 3 dặm từ Damascus. Chữ n cuối cùng đôi khi bị bỏ đi và cái tên được phát âm là Yalda. " 